# Jacques Lanzmann

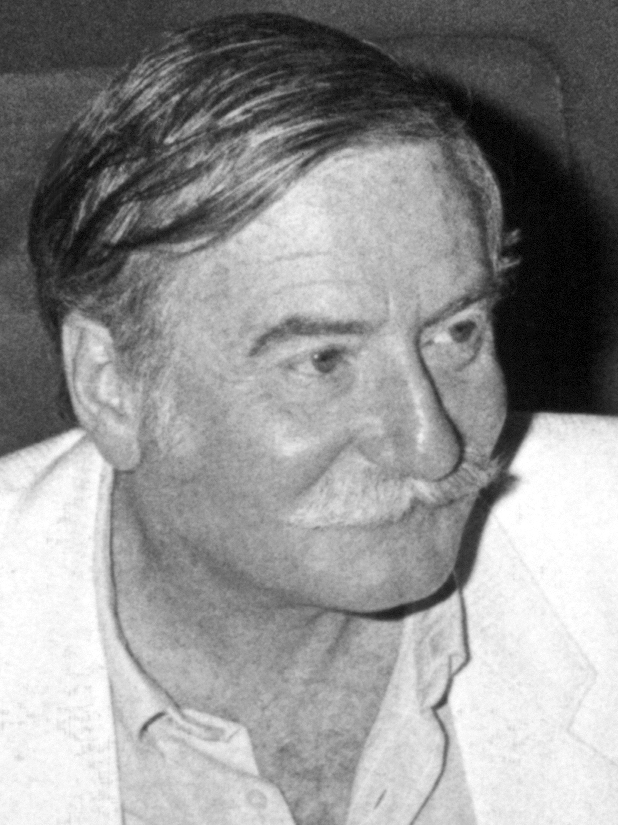
Jacques Lanzmann 1981 in Paris

Jacques Lanzmann (* 4. Mai 1927 in Bois-Colombes; † 21. Juni 2006 in Paris) war ein französischer Schriftsteller und Journalist. Er ist vor allem als Texter von mehr als 150 Liedern, insbesondere für Jacques Dutronc (z. B. Il est cinq heures, Paris s’éveille) und Régine bekannt geworden. Er arbeitete auch als Herausgeber, Fernsehjournalist und Drehbuchautor. Jacques Lanzmann war der jüngere Bruder von Claude Lanzmann.

## Drehbuch
- 1960: Das Haus der 1000 Fenster (La millième fenêtre)
- 1962: Rattenfalle Amerika (Le rat d’Amérique)
- 1971: Neun im Fadenkreuz (Sans mobile apparent)
- 1973: Bonne Chance (Le hasard et la violence)
- 1976: Der Greifer (L’Alpagueur)